# Eaea
Eaea – singel hiszpańskiej piosenkarki Blanki Palomy wydany 20 grudnia 2022. Piosenkę skomponowali i napisali Blanca Paloma Ramos, José Pablo Polo i Álvaro Tato. Utwór reprezentował Hiszpanię w 67. Konkursie Piosenki Eurowizji.
W analizie przeprowadzonej przez dziennikarza Luisa Fustera na stronie Wiwibloggs, utwór to pieśń do zmarłej babci autorki, która zainspirowała większość jej muzyki. Według Fustera piosenka jest celebracją mocy i siły kobiet. Kompozycja wygrała finał hiszpańskich eliminacji eurowizyjnych Benidorm Fest 2023, dzięki czemu reprezentowała Hiszpanię w 67. Konkursie Piosenki Eurowizji, organizowanym w maju 2023 roku w Liverpoolu. Piosenka uplasowała się na 17. miejscu w tabeli z dorobkiem 100 punktów.

## Lista utworów
| Digital download / media strumieniowe | Digital download / media strumieniowe | Digital download / media strumieniowe |
| Nr                                    | Tytuł utworu                          | Długość                               |
| ------------------------------------- | ------------------------------------- | ------------------------------------- |
| 1.                                    | „Eaea”                                | 2:59                                  |